# 関東学生ヨット連盟
関東学生ヨット連盟（かんとうがくせいヨットれんめい）は関東水域に所属する大学から学生を募り、学生のためのヨットレースを主催・運営する組織である。連盟は1937年に設立された歴史ある組織である。
連盟においては運営は学生が主体的になって行うという不文律があるのが、他の水域の学連と比べて異なるところである。

## 関東学連概要
主たる業務は関東水域の大学ヨット部が出場するためのレースを主管、運営することである。

## 主催大会
- 関東学生女子ヨット春季選手権大会
- 春季関東学生ヨット選手権大会(春インカレ)
- 関東学生ヨット個人選手権大会(9月に行われる全日本学生ヨット個人選手権大会の水域予選)
- 関東学生女子ヨット秋季選手権大会
- 全日本女子学生ヨット選手権大会(関東主催ではないが、関東開催のことが多い)
- 秋季関東学生ヨット選手権大会(秋インカレ、11月に行われる全日本学生ヨット選手権大会の水域予選)

## 実施艇種
- 470級(1973年～)
- SNIPE級(1950年～)

元々存在したA級ディンギー(1933年～1972年)の代わりに昭和48年から470級が採用された。

唯一個選でのみ採用されていたシングルハンド級は、レースの存在意義が見いだせないため2011年を以て終了し、2012年から廃止となった。また、2012年から全日本個選においても、全国から10艇以上のエントリーがあった場合にのみ非公式に実施されることとなった。

## 関東から全日本への出場枠
- 全日本学生ヨット選手権大会 470・SNIPE級共に8校ずつ。
- 全日本学生ヨット個人選手権大会 470・SNIPE級共に14艇ずつ。